# Тунджели
Тунджели (на турски: Tunceli) е град и административен център на вилает Тунджели в Източна Турция. Населението му е 25 041 жители (2000 г.). Разположен е на 914 метра н.в.. Пощенският му код е 62 000, а телефонният 428.